# Alisalia parallela
Alisalia parallela es una especie de escarabajo del género Alisalia, familia Staphylinidae. Fue descrita científicamente por Casey en 1911.
Esta especie habita en el estado de Texas, Estados Unidos.